# Pterolophia cambodgensis
Pterolophia cambodgensis là một loài bọ cánh cứng trong họ Cerambycidae.